# Weinmannia henricorum
Weinmannia henricorum är en tvåhjärtbladig växtart som beskrevs av Luciano Bernardi. Weinmannia henricorum ingår i släktet Weinmannia och familjen Cunoniaceae. Inga underarter finns listade i Catalogue of Life.